# Ryszard Szkubacz
Ryszard Ludwik Szkubacz (ur. jako Ryszard Ludwik Skubacz 8 lub 11 stycznia 1916 w Zabrzu, zm. 12 maja 1944 pod Monte Cassino) – kapral piechoty Wojska Polskiego, uczestnik bitwy o Monte Cassino. 21 lutego 1945 pośmiertnie awansowany do stopnia plutonowego.

## Życiorys
Ryszard Skubacz, syn górnika Jana Skubacza i Gertrudy z Pióreckich, urodził się 8 lub 11 stycznia 1916 roku w Zabrzu. 16 stycznia tego samego roku został ochrzczony w kościele św. Anny, otrzymał imiona Ryszard i Ludwik. Mieszkał w domu przy ulicy Helwedestrasse 23 (dzisiejsza ulica Tadeusza Rejtana). Po 1921 roku Skubaczowie zamieszkali przy ulicy Józefa Piłsudskiego 75 (dzisiejsza ulica Chorzowska 90) w Lipinach Śląskich (dzisiejsze Lipiny – dzielnica Świętochłowic).
W sierpniu 1939 został zmobilizowany i do 75. Pułku Piechoty, w którym  brał udział w kampanii wrześniowej. 21. września 1939 roku, przekroczył granicę z Królestwem Węgier. Następnie przez Królestwo Jugosławii i Królestwo Grecji w maju 1940 dotarł do Bejrutu. 22 maja 1940 w syryjskim Homs wstąpił na ochotnika do Samodzielnej Brygady Strzelców Karpackich, gdzie dostał przydział do 4. kompanii strzeleckiej 2. baonu 2. Pułku Strzelców Karpackich.
Od 19. sierpnia do 26. września 1941. i od 24. października 1941 do 22. marca 1942 brał udział w kampanii libijskiej m.in. w bitwach o Tobruk i pod Gazalą. Od 26. września do 24. października 1941 przebywał w szpitalu w Tobruku.
Po ukończeniu 14. czerwca 1942 roku szkoły podoficerskiej z awansem na kaprala dostał przydział do 2. Batalionu Strzelców Karpackich.
Od 13. grudnia 1943 brał udział w kampanii włoskiej. 12. maja 1944 poległ w bitwie o Monte Cassino na wzgórzu „593”. 20. maja 1944 został tymczasowo pochowany na cmentarzu w Aquafondata. W 1945 ciało Szkubacza zostało przeniesione z cmentarza tymczasowego na Polski Cmentarz Wojenny na Monte Cassino (nr grobu: III-C-17).

## Awanse
- Starszy strzelec – 1941
- Kapral – 14 czerwca 1942[8]
- Plutonowy – 21 lutego 1945 (pośmiertnie)

## Odznaczenia
Polskie
- Krzyż Walecznych - 1941[8]
- Krzyż Pamiątkowy Monte Cassino - pośmiertnie (nr 1040)
- Medal Wojska - pośmiertnie

Brytyjskie
- 1939-1945 Star
- Africa Star
- Italy Star
- Defence Medal
- The War Medal 1939-1945

## Upamiętnienie
W maju 2000 roku imieniem Plutonowego Ryszarda Szkubacza została nazwana jedna z ulic w zabrzańskiej dzielnicy Maciejów.
Jego nazwisko (z nadanym pośmiertnie stopniem plutonowego) wypisane jest na zabrzańskim Pomniku Bohaterstwa Poległych w Bitwie o Monte Cassino Żołnierzy 2. Korpusu Wojska Polskiego we Włoszech.